# Gaio Giulio Iullo (console 447 a.C.)
Gaio Giulio Iullo (in latino: Gaius Iulius Iullus; Roma, ... – ...; fl. 451 a.C.-434 a.C.) è stato un politico e militare romano del V secolo a.C..

## Decemvirato
Ipoteticamente figlio del precedente Gaio Giulio Iullo, fu eletto nel 451 a.C. al primo decemvirato, che elaborò le Leggi delle X tavole (completate dal successivo decemvirato, che emise le Leggi delle XII tavole).

## Primo consolato
Fu eletto alla massima carica dello stato romano per la prima volta nel 447 a.C. assieme a Marco Geganio Macerino; durante la sua prima carica sedò le contese tra i Tribuni della Plebe e i giovani nobili, senza compromettere però la sua posizioni presso gli uni o gli altri, riuscendo ad impedire che la plebe differisse od impedisse oltre la cosa, intimandole infatti che le discordie interne avrebbero animato ancora di più i nemici e messo in pericolo lo Stato; pertanto si assicurò anche la concordia interna all'Urbe.

## Secondo consolato
Rieletto console nel 435 a.C., con il collega Lucio Verginio Tricosto, si trovò ad affrontare una terribile pestilenza nella città e nelle campagne circostanti, che subirono anche le incursioni dei Fidenati scesi a far prede, oltre ad un'improvvisa invasione dei Veienti, unitisi a quelli nella lotta contro una Roma allo stremo delle forze, i quali oltrepassarono l'Aniene e presero posizione presso Porta Collina.
Giulio schierò dunque le sue truppe sull'argine e sulle mura, nel frattempo, invece, Virginio consultò il senato, che elesse dittatore Quinto Servilio Prisco, il quale sconfisse gli assedianti, scacciandoli dal territorio romano.

## Terzo consolato
Livio riferisce che le fonti sono contrastanti sulla riconferma di Gaio Giulio Iullo, al suo terzo (eventuale) consolato, nel 434 a.C., anno in cui Mamerco Emilio Mamercino fu nominato dittatore per la seconda volta; Licinio Macro per il 434 a.C. riporta consoli Gaio Giulio e Lucio Verginio Tricosto, mentre Quinto Elio Tuberone e Valerio Anziate riportano come detentori della suprema magistratura i tribuni consolari Marco Manlio Capitolino e Quinto Sulpicio Camerino Pretestato.